# Lingua etnica
In glottodidattica si definisce lingua etnica, o lingua d'origine, la lingua che un oriundo "eredita" dalla propria comunità d'origine nel paese di emigrazione, o come "lingua familiare" (family language), cioè come lingua della socializzazione primaria, o come "lingua di comunità" (community language), cioè come lingua appresa all'interno di una comunità che mantiene viva la lingua della comunità di origine.
È, ad esempio, lingua etnica l'italiano degli oriundi italiani nati negli Stati Uniti d'America e di madrelingua inglese, che apprendono l'italiano nel contesto familiare e in quello del quartiere, se ad alta densità di immigrazione di italiani.